# Malunga
Le malunga est un  arc musical de la famille des cordes frappées, en bambou, utilisé par les Siddi (prononcés  [sɪd̪d̪iː]), aussi connus sous le nom de Sidi , Siddhi , Sheedi ou Habshi, un groupe ethnique habitant l'Inde et le Pakistan.  

## Facture
Le malunga  consiste en un bâton souple, généralement en bois, de 0,5 m à 3 m de long et dont les extrémités sont reliées par un cordon tendu, traditionnellement constitué de trois boyaux tressés, ou en métal. Il peut être joué avec les mains ou avec un bâton ou une branche en bois. Souvent, il s'agit d'un instrument, dérivé d'arme de guerre utilisée notamment dans le tir à l'arc, mais qui a été reconvertie en instrument de musique.

## Jeu
Le musicien tient l'instrument en équilibre sur le petit doigt d'une main à l'aide du médium et de l'auriculaire de la même main, dont le pouce et l'index tiennent la pièce. L'autre main tient la baguette. Le malunga produit deux sons, espacés d'une octave, par le frottement de l'archet sur la corde. La tonalité est modulée en fonction de la torsion et de la courbure de l'arc, maintenu dans l'une des mains du joueur. La corde de l'instrument est frappée avec un bâton, comme pour le berimbau du Brésil. Le malunga possède  une gourde de résonance  qui amplifie le son de l'instrument.  Dans la main qui tient le bâton un "mai misra"  permet de régler la hauteur et la pression de l'arc musical.

## Patrimoine
Les pratiques religieuses des Siddi constituent un élément essentiel de leur identité culturelle. La musique joue un rôle important dans les pratiques de ce peuple issu d'immigrants venus d' Afrique de l'Est. L'abandon progressif du malunga constitue une perte incontestable du patrimoine culturel et religieux. Aussi, des efforts sont entrepris pour que la jeune génération redécouvre cet instrument religieux, dont le témoignage des anciens est essentiel pour l'art et la manière de son utilisation